# 小行星4779
小行星4779（英語：4779 Whitley）是一颗围绕太阳公转的小行星。1978年12月6日，愛德華·鮑威爾、A. Warnock在帕洛马山发现了此天体。
这颗小行星的绝对星等为327.76334等。